# АК Арл-Авиньон
Атлетѝк Клюб Арл-Авиньо̀н (на френски: Athlétic Club Arles-Avignon) е френски футболен отбор от едноименниите градове Арл и Авиньон. От сезон 2010 – 2011 за първи път ще се състезава в най-високто ниво на френския футбол групата Лига 1.

## История
Клубът е основан през 1913 г. в град Арл и до 2009 г. носи името АК Арл. През 2009 г. се обединява с тима на съседния град Авиньон и започва да играе мачовете си на стадион Парк де Спорт в Авиньон.